# چرچناسکو
چرچناسکو (به ایتالیایی: Cercenasco) یک کومونه در ایتالیا است که در استان تورین واقع شده‌است.

## خصوصیات
چرچناسکو ۱۳٫۱ کیلومترمربع مساحت و ۱٬۸۵۶ نفر جمعیت دارد و ۲۵۶ متر بالاتر از سطح دریا واقع شده‌است.